# سیارک ۱۷۰۴۲
سیارک ۱۷۰۴۲ (به انگلیسی: 17042 Madiraju، نامگذاری:1999FG30) هفده هزار و چهل و دومین سیارک کشف شده‌است که در ۱۹ مارس ۱۹۹۹ کشف شد.
قدر مطلق سیارک برابر ۱۶.۲ است.